# Сенокос в славянской традиции

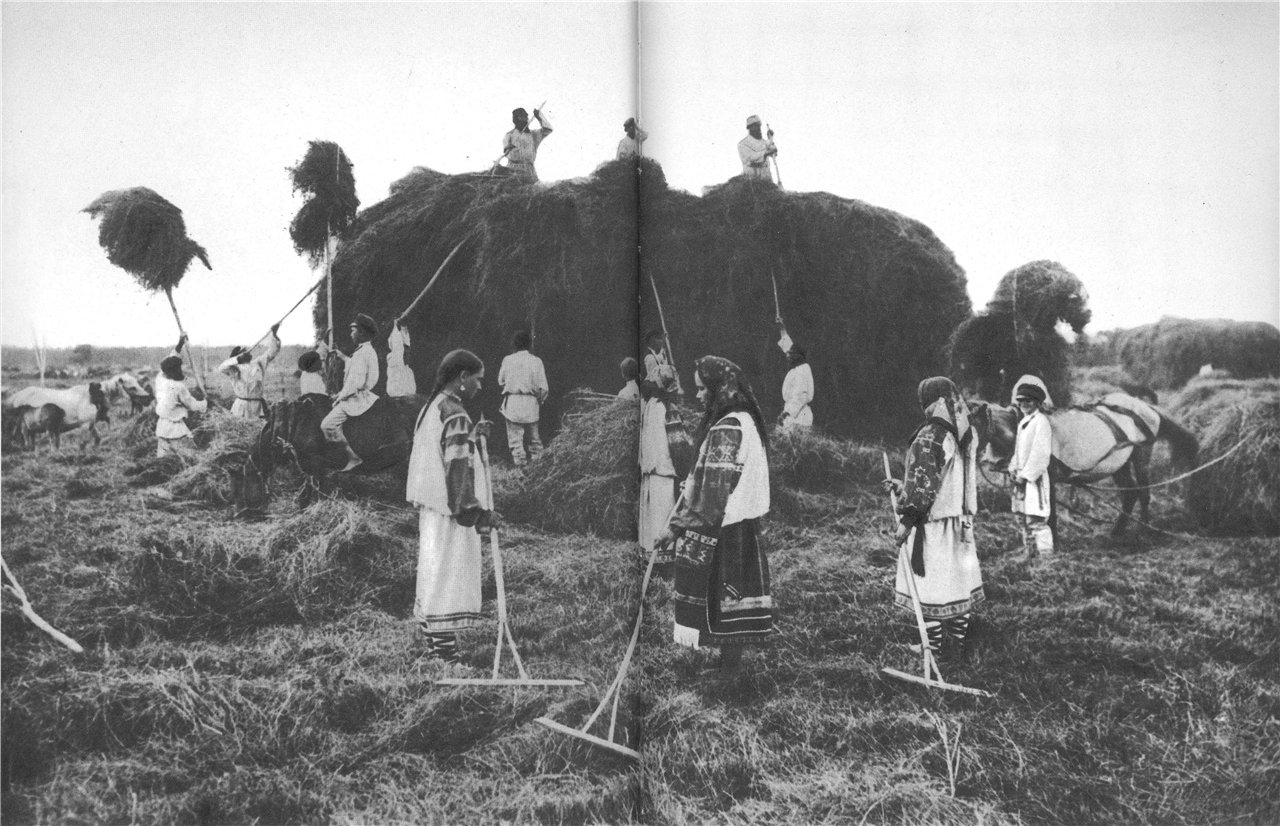
Сенокос в южнорусской деревне. Начало XX в.

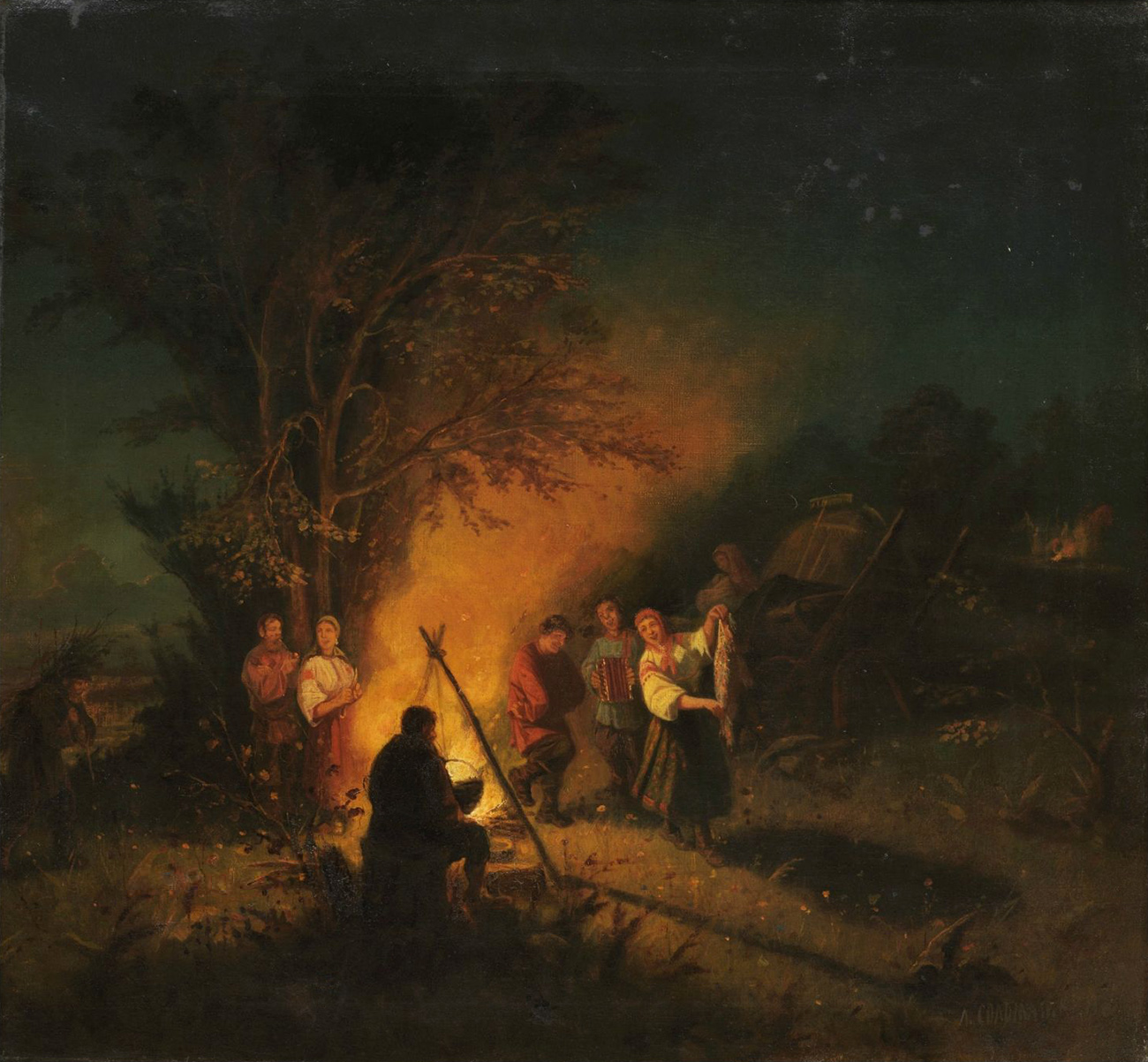
Л. Соломаткин. У костра, XIX в.

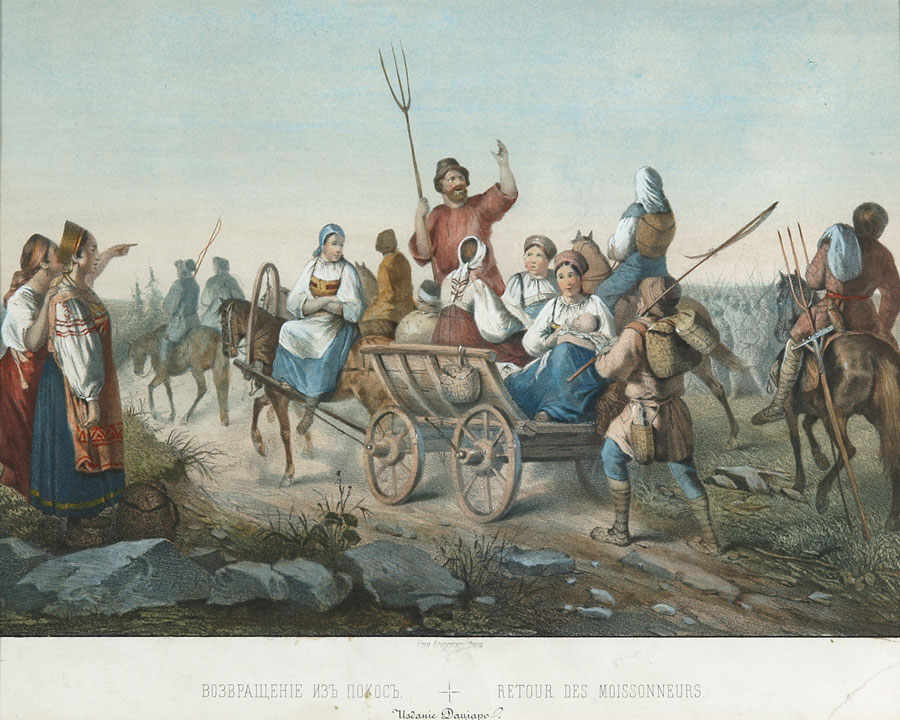
Возвращение с покоса. XIX век

Сеноко́с (покос, косьба травы на сено, заготовка сена) — один из наиболее важных периодов в традиционном аграрном календаре славян. В старину[когда?] у славян косьба сена сопровождалась обрядами. Лучшим временем сенокошения считался период от Петрова дня и до Прокла 12 (25) июля. Русские крестьяне косили сообща, общиной, «всем миром», после чего каждый получал необходимое количество сена.

## Праздник
Время сенокоса у русских крестьян считалось праздничным событием и ожидалось с нетерпением, в особенности молодыми людьми. При благоприятных условиях уборка сена считалась одной из приятнейших сельских работ. Мужчины и женщины, а в особенности девушки для работы в лугах наряжались в самое хорошее одеяние, как на торжественный праздник, в то время как на уборку хлеба надевали самое худшее. На сенокосе собирались в один стан, а на жатве каждая семья работала отдельно. Девчатам здесь было гульбище, на котором они, дружно работая граблями и сопровождая работу общей песней, рисовались перед парнями.

## Быт
На дальние луга «крестьяне с бабами, девками и грудными младенцами» выезжали. Располагались станом около реки или ручья в тени деревьев, делали шалаш и оставались там до конца сенокоса. Шалаши ставили из тонкого тёса и непригодной драни, по нескольку в ряд. Около каждого шалаша подвешивается на козлах котёл. Но в этих времянках только хранили припасы или прятались от дождя; спали под развешенными холщовыми пологами (навесами). Старшие мужчины и женщины ходили иногда в деревню, где были маленькие дети на попечении стариков и старух. Молодёжь же обычно не появляется дома в течение всего сенокоса, в том числе и по воскресеньям.

## Порядок работ
Косить начинали «со светом», то есть утром. «Чем росистее трава, тем легче косить». Скошенную рядом траву бабы и девки сразу разбивали, то есть растрёпывали рукоятками граблей для того, чтоб она лучше просушивалась. Разбивка эта производилась целый день под палящими лучами солнца. К вечеру разбитое и почти сухое сено сгребали в валы, то есть длинные гряды, а из них затем складывали в копны, то есть высокие кучи. На другой день, когда роса прошла, копны эти разваливали кругами, а потом опять сваливали в копны и стога. Таков был порядок при уборке в вёдренное время. Если же находили тучки и начинались дожди, то при уборке сена было много хлопот. Когда появлялись тучи, старались сено немедленно сложить в копну. Когда распогоживалось — копну разваливали и перебивали сено до тех пор, пока оно не просохнет.
Для обеда объединялись по нескольку семей. Обед делали сытный и с традиционным набором блюд: пшеничная каша с маслом и солёное свиное сало. После обеда старики отдыхали, а молодёжь отправлялась за ягодами или заводила песни «в кружке».

## Развлечения молодёжи
Вечером на лугу водили хороводы, играли на гармониках и жалейках (тростниковые дудочки). Особенно веселилась молодёжь, когда копнили: сначала сгребали сено в валы в сажень (в рост человека) высотой, а затем группами катали эти валы под общую песню (напр. «Дубинушку») к тем местам, где предполагалось ставить копны.
Молодые веселились, несмотря на тяжёлый и напряжённый по срокам труд. В деревне каждый был на виду, а обстановка на покосах создавала относительно большую свободу. Парни одевались на сенокос щеголевато, заигрывали с девушками; в воскресенье, когда никто не работал, ловили рыбу, собирали землянику, играли в горелки, катались на лодках, «играли песни». На Полесье это было самое песенное время — с утра и до вечера.
Советский художник Аркадий Пластов воспринимал сенокос как любимый способ провести время и изобразил его на своей картине 1945 года, удостоенной Сталинской премии I степени.

## Поговорки и приметы
- На острую ко́су много сенокосу[7].
- Всякий, кто дорос, спеши на сенокос[8].
- Роса косу точит[9].
- Каково лето, таково и сено[10].
- Свиньи и мыши сено едят — к худому покосу[11].
- Во время сенокоса дожди — сену плохо, зерну хорошо[12].